# Першайд
Першайд (нем. Perscheid) — община в Германии, в земле Рейнланд-Пфальц.
Входит в состав района Рейн-Хунсрюк. Подчиняется управлению Санкт-Гоар-Обервезель. Население составляет 388 человек (на 31 декабря 2010 года). Занимает площадь 18,51 км².